# Pet Sounds
Pet Sounds là album thứ 11 của ban nhạc rock người Mỹ, The Beach Boys. Album được phát hành ngày 16 tháng 5 năm 1966 bởi Capitol Records. Pet Sounds là một trong những album kiệt xuất nhất của lịch sử âm nhạc, một trong những album có ảnh hưởng nhất, trong đó bao gồm những ca khúc nổi tiếng, như "Wouldn't It Be Nice" và "God Only Knows". Album được thực hiện sau khi Brian Wilson dừng các tour diễn của ban nhạc để tập trung sáng tác và ghi âm. Họ chú trọng khai thác những âm thanh mới trong hòa âm, có thể kể tới tiếng chuông xe đạp, tiếng mix organ, harpsichords, flute, chó sủa, Electro-Theremin, tiếng tàu hỏa, nhạc cụ dây Hawaii, thậm chí tiếng va đập của lon Coca-Cola. Hiển nhiên guitar và keyboard vẫn là những nhạc cụ chính.
Cho dù Pet Sounds là một album quan trọng của lịch sử âm nhạc, song album chỉ đạt vị trí thứ 10 tại Billboard 200. Theo đuổi psychedelic rock, album đã có những khám phá lớn về việc sử dụng những nhạc cụ cổ điển. Đây là album xuất sắc nhất mọi thời đại trong danh sách của New Musical Express, The Times và Mojo. Năm 2003, tờ Rolling Stone xếp Pet Sounds ở vị trí số 2 trong danh sách "500 album vĩ đại nhất". Năm 2004, album đã được đưa vào danh sách thu âm quốc gia của Thư viện Quốc hội Mỹ với đề tựa "ý nghĩa văn hóa, lịch sử và thẩm mỹ".

## Hoàn cảnh ra đời
Ca khúc "Sloop John B" được thu trước các ca khúc khác vài tháng, và đây chính là ca khúc đánh dấu bước ngoặt của cả album: một ca khúc mang âm hưởng truyền thống của vùng Caribe được Brian Wilson đồng ý thực hiện theo gợi ý của Al Jardine. Al đã cải tiến phần hợp âm khi đưa đoạn IV, D♭ trưởng, sang cùng đoạn thứ, B♭ thứ, trước khi tạo nên hòa âm A♭. Anh định hoàn thiện phần hòa âm sau đó cùng Brian, nhưng cũng vô cùng ngạc nhiên khi Brian cũng đã tự thực hiện một bản hòa âm riêng. Wilson làm một bản thu nháp vào ngày 12 tháng 7 năm 1965, nhưng vì không hài lòng về phần hát, anh đã để ca khúc lại và thu bản LP trực tiếp của nhóm có tên Beach Boys' Party! – câu trả lời tới hãng thu âm của ban nhạc nhằm đảm bảo The Beach Boys có một sản phẩm thu âm nhân dịp Giáng sinh 1965. Đây cũng chính là lý do khiến Pet Sounds không thể được thực hiện cho dịp Giáng sinh.
~ Brian Wilson, nói về ấn tượng đầu tiên của mình với bản phát hành tại Mỹ của Rubber Soul
Trong quá trình thực hiện album, Brian Wilson có được biết tới sản phẩm thành công của The Beatles mang tên Rubber Soul – một album được phát hành đúng dịp Giáng sinh 1965. Ấn bản phát hành tại Anh của Rubber Soul được đáp ứng theo nhu cầu của thị trường folk rock tại Mỹ vốn rất coi trọng Bob Dylan và The Byrds. Chính nhờ album này, Wilson đã phát hiện cách đặc biệt chưa từng có mà Rubber Soul tạo dựng tên tuổi: đó là việc phát hành thành công các đĩa đơn 45 rpm hơn là tập trung cố gắng quảng bá toàn bộ bản album LP. Rất nhiều album kể từ đó cho tới hết thập niên 1960 đã chuyển sang xu thế này và dễ dàng gây áp lực cho các nhà sản xuất nhằm phát hành với số lượng lớn các đĩa đơn của mình cho công chúng. Tuy nhiên, Wilson lại tìm thấy cách Rubber Soul phá vỡ quan điểm về một sản phẩm đỉnh cao. Anh nói với người vợ của mình "Marylin, anh sẽ làm nên album vĩ đại nhất! Album vĩ đại nhất từ trước tới nay của lịch sử nhạc rock!"

## Chủ đề
Tháng 1 năm 1966, Brian Wilson liên lạc với Tony Asher, một nhạc sĩ chuyên viết lời trẻ tuổi vốn cộng tác thường xuyên với các chương trình quảng cáo và từng gặp gỡ Wilson trước đây tại trường quay của Hollywood. Chưa đầy 10 ngày làm việc cùng nhau, Wilson đã cho Asher nghe qua những bản thu mình thực hiện, cũng như gửi anh một cuộn băng có bản nháp ca khúc được đặt tên "In My Childhood". Thực ra ca khúc này đã được viết lời, song Wilson không muốn đưa nó cho Asher xem – người không quan tâm lắm tới âm nhạc mà chỉ chú trọng tới phần lời. Ca khúc sau đó được đổi tên thành "You Still Believe in Me" và lần cộng tác thành công này đã dẫn tới việc Wilson tin tưởng vào Asher thực hiện nốt các công việc cùng ban nhạc.
Hầu hết các ca khúc được viết trong khoảng tháng 12 năm 1965 cho tới tháng 1 năm 1966. Tất cả đều được đồng sáng tác với Tony Asher, ngoại trừ "I Know There's an Answer" được viết cùng Terry Sachen. Mike Love tham gia sáng tác trong ca khúc nổi tiếng "Wouldn't It Be Nice" và cả "I Know There's an Answer", ngoài ra còn có "I'm Waiting for the Day" dù rằng đóng góp của anh là khá nhỏ. Đóng góp của Love trong "Wouldn't It Be Nice" chưa bao giờ được ghi rõ, nhưng trong buổi chất vấn tại tòa về bản quyền, Asher có nói rằng câu hát "Good night my baby/ Sleep tight, my baby" có lẽ được Love viết hòa âm.
Ảnh hưởng của Love với ca khúc "I Know There's an Answer" được biết tới qua việc anh không hài lòng với nhan đề gốc "Hang On to Your Ego" và cả việc anh muốn ca khúc này cần được viết lại vài chỗ. Việc viết lời cho ca khúc này khiến ban nhạc khá sôi nổi. "Tôi chợt nhận ra rằng Brian bắt đầu thử LSD và vài thứ gây nghiện khác", Love giải thích, "Thứ ma túy đang thịnh hàng lúc đó chính là LSD khi nó giúp bạn tăng cái tôi của mình, với ý tích cực... Tôi thì không quan tâm tới việc dùng chất gây nghiện, hay cần sự giải phóng nào đó để tăng cái tôi của mình lên cả." Jardine nhớ lại rằng việc đổi ca từ là quyết định của riêng Brian. "Brian có vẻ rất lo âu. Anh ấy muốn biết chúng tôi đang nghĩ gì về nó. Thực lòng mà nói, tôi không hình dung ra thế nào là cái tôi cả... Cuối cùng Brian quyết định "Quên hết đi, tôi sẽ viết lại lời. Có quá nhiều ý kiến khác nhau ở đây."" Terry Sachen, người cũng tham gia viết lời ca khúc này, chính là người quản lý lưu diễn của ban nhạc vào năm 1966.
Album bao gồm cả hai bản nhạc không lời. Một trong số đó là "Let's Go Away for Awhile", vốn được mang tên "And Then We'll Have World Peace"; còn ca khúc còn lại chính là ca khúc tiêu đề, "Pet Sounds". Cụm từ "Let's Go Away for Awhile" là một câu mà Wilson rất thích trong một vở hài kịch có tên How to Speak Hip (1959) của John Brent và Del Close. Cả hai bản nhạc này vốn được thu để làm phần nhạc nền cho các ca khúc, song dần dà tất cả đều được hoàn thiện và Wilson cho rằng cả hai tốt hơn hết là không nên có lời.
Trong những năm cuối thập kỷ 60, các nghệ sĩ thường phát hành album theo chủ đề nhằm liên kết các ca khúc với nhau, và Pet Sounds cũng đi theo xu thế này: album thực tế chính là bức chân dung âm nhạc về Brian Wilson vào thời điểm đó. Cho dù chủ đề không rõ ràng như cảm xúc trong đó, 2 người sáng tác chính là Brian Wilson và Tony Asher đều từng nhấn mạnh nhiều lần rằng bản thân album không cần phải có tính tự sự. Tuy nhiên, Wilson cũng đã bày tỏ rằng ý tưởng thực hiện album chủ đề thực tế đã chiếm ưu thế hơn hẳn cách làm cũ với việc bắt chước Wall of Sound được phổ biến bởi Phil Spector.

## Thu âm
Với kế hoạch rõ ràng, Brian Wilson khẩn trương thực hiện công việc trong suốt tháng 1 và 2 của năm 1966, thu âm 6 cuốn băng cho các loại nhạc cụ mới. Khi các thành viên khác trở về từ tour diễn tại Nhật Bản và Hawaii, trước mặt họ đã là một phần tương đối của album, với âm nhạc đã được thiết kế giống với những gì họ từng khởi nghiệp. Cả Asher lẫn Wilson đều nhấn mạnh rằng đã có chút tranh cãi trong nhóm về kế hoạch, song cũng chính lúc này, niềm tin của Wilson đã thuyết phục tất cả các thành viên khác. Những bản nháp của Pet Sounds được thu âm trong suốt 4 tháng ròng, chủ yếu tại các phòng thu ở Los Angeles và họ đã mời rất nhiều nghệ sĩ khác tới hỗ trợ, trong đó có thể kể tới tay guitar nhạc jazz Barney Kessel, cây bass Carol Kaye và tay trống Hal Blaine. Brian Wilson là người hòa âm, sản xuất, sáng tác hoặc đồng sáng tất các ca khúc trong album.
Wilson đã cải tiến kỹ thuật sản xuất của mình theo năm tháng, đưa ban nhạc tới đỉnh cao nhất khi thực hiện Pet Sounds vào cuối năm 1965, đầu năm 1966. Cách thu âm của Wilson có nhiều nét gần gũi với kỹ thuật Wall of Sound nổi tiếng của tiền bối, và giờ là đối thủ lớn của anh, Phil Spector. Được trang bị chiếc máy thâu 8-băng tân tiến nhất của hãng Ampex, Brian đã tiến hành thu âm với tất cả sự cầu kỳ có thể, tận dụng tối đa các "nghệ sĩ hạng nhất" của mình – đôi khi còn được gọi là "The Wrecking Crew".
Với Pet Sounds, Wilson đã cải tiến kỹ thuật với việc thu âm trước phần nhạc nền không lời của mỗi ca khúc bằng cách chơi trực tiếp trước máy thu âm 4-băng. Kỹ thuật viên Larry Levine nhớ lại, rằng Brian đã tự tay trộn các bản thu trực tiếp bằng các băng thâu, và sau đó chuyển sản phẩm qua máy thu 8-băng. Cùng với Spector, Wilson là người tiên phong quan niệm rằng phòng thu cũng là một nhạc cụ quan trọng với việc khám phá ra nhiều tổ hợp âm thanh mới từ việc sử dụng những nhạc cụ điện và giọng hòa âm khác nhau khi kết hợp với những kỹ thuật cơ bản nhất là tạo tiếng vọng và cắt nốt lặng. Anh cũng thường thực hiện ghi đè 2 lần bass, guitar và cả keyboard, chèn lẫn với kỹ thuật cắt nốt lặng cùng nhiều nhạc cụ ít thấy khác.
Cho dù tất cả các phần hòa âm đều đã ở trong đầu của Wilson, những bản băng thâu nháp còn sót lại đã cho thấy rằng anh vẫn tiếp nhận các ý kiến từ các nhạc sĩ khác, lấy các ý kiến tham khảo hoặc gợi ý từ họ và đôi khi để sửa chữa những "lỗi" mà họ thấy là có hiệu quả hoặc có giá trị. Với việc có thể tận dụng tối đa kỹ thuật thu âm đa băng, Wilson thường xuyên trộn bản thu cuối cùng ở định dạng mono giống như Phil Spector. Có rất nhiều lý do theo kèm, một trong số đó là do anh thấy việc sử dụng mono đảm bảo việc kiểm soát âm thanh dễ dàng hơn với người nghe khi thời đó các máy phát còn khá sơ cấp cũng như chất lượng âm thanh còn chưa thực sự cao. Hơn nữa, vào thời đó, đài phát thanh và truyền hình vẫn chỉ phát mono, và hầu hết những máy phát gia đình đều được đồng bộ theo định dạng mono. Một trong những lý do cá nhân hơn là vì Wilson gần như bị điếc tai phải, có lẽ là hậu quả của việc rách màng tai vì những hành động bạo hành của người cha Murry Wilson, cho dù bản thân Brian từng nói rằng anh bị điếc bẩm sinh tai phải.
Tất cả các bản thu nháp đều được sau đó ghi đè qua máy thâu 8-băng, và cho dù hầu hết những chi tiết nhỏ nhất đều được ban nhạc thực hiện với phần hòa ca hoàn chỉnh, họ vẫn có ảnh hưởng tới nhau tới phần hát chính trong từng ca khúc. Việc chọn định dạng mono cũng khiến cho tính stereo khó được nhận thấy. Việc Wilson bị điếc 1 bên tai khiến anh không thể nhận biết được sự khác biệt của stereo, và mọi chuyện chỉ thay đổi cho tới khi các công nghệ kỹ thuật số có thể dung hòa được phần nhạc và phần lời với nhau mà vẫn đảm bảo tính stereo của bản thu. 6 trong tổng số 7 ca khúc còn lại thường được ghi cho những ca sĩ trình bày chúng, ca khúc cuối cùng được dành cho các phần hát khác, hoặc nhạc cụ và các yếu tố khác.

### Quá trình hậu kỳ
Tháng 2 năm 1966, Wilson tới phòng thu để cùng ban nhạc thực hiện đĩa đơn đầu tiên của đợt thu này, "Good Vibrations". Cũng trong tháng này, anh gửi cho Capitol Records danh sách sơ bộ các ca khúc, trong đó có cả "Sloop John B" và "Good Vibrations". Chính sự kiện này đã gây nhầm lẫn lâu dài rằng "Sloop John B" được Capitol dành để làm đĩa đơn. Tuy nhiên cho tới tháng 2, ca khúc này đã được phát hành trước đó nhiều tuần lễ.
Wilson tiếp tục làm việc xuyên suốt tháng 2 và 3 của năm 1966 để hoàn thiện phần nhạc nền các ca khúc. Cả nhóm đã rất bất ngờ khi anh loại "Good Vibrations" ra khỏi album khi đề nghị cần nhiều thời gian hơn cho ca khúc này. Al Jardine nhớ lại: "Vào lúc ấy, ai cũng nghĩ rằng "Good Vibrations" sẽ là một phần của album, song Brian quyết định để nó lại. Đó là quyết định của riêng anh ấy, chúng tôi có chút thất vọng nhưng vẫn dành quyền lựa chọn tuyệt đối cho Brian."
Hầu hết cả tháng 3 và đầu tháng 4 được dành cho việc hoàn thiện nốt các phần nhạc nền và bắt đầu thu âm phần hát các ca khúc. Đây là công đoạn thể hiện rõ ràng nhất sự tỉ mỉ và chính xác của ban nhạc. Mike Love nhớ lại: "Chúng tôi làm việc và làm việc rất nhiều cho phần hòa ca, và nếu chỉ có một chút gì đó nhỏ nhất quá sắc nét, hoặc quá tẻ nhạt, nó sẽ không được chấp nhận. Chúng tôi làm đi làm lại cho tới khi nó chuẩn thì thôi. [Brian] chú trọng tới từng cảm xúc nhỏ nhất mà bạn có thể để ý tới. Mọi giọng hát cần phải được chuẩn, độ vang và cả tông cũng đều phải chuẩn. Vào nhịp cũng phải chuẩn. Âm sắc cũng phải được dùng đúng lúc theo ý của anh ấy. Và rồi ngày hôm sau anh ấy có thể sẽ vứt tất cả những gì đã làm được và bảo mọi người thực hiện lại từ đầu."
Bản nhạc không lời thứ 3 có tên "Trombone Dixie" nhưng nó vẫn còn lẫn một chút tiếng vọng cho tới tận bản chỉnh sửa CD năm 1990. Ngày 15 tháng 10 năm 1965 tới phòng thu và thực hiện hoàn chỉnh một ca khúc không lời khác là "Three Blind Mice", tuy nhiên ca khúc này lại không có chút liên quan nào tới bài đồng dao nổi tiếng cùng tên. Nó không được nằm trong album nhưng trở nên khó hiểu khi được cho vào tuyển tập The Smile Sessions của The Beach Boys vào năm 2011.
Theo nhiều nguồn khác nhau, đã có những tranh cãi giữa các thành viên của ban nhạc trong quá trình thu âm về cách mà Brian Wilson định hướng cho Pet Sounds. Một trong những vấn đề lớn nhất đó chính là tính phức tạp của nó, cũng như việc họ khá lúng túng trước việc hình dung cách trình diễn trực tiếp album này – những vấn đề mà Dennis Wilson sau này từng bộc bạch.

## Bìa đĩa và tiêu đề
Ngày 15 tháng 2, ban nhạc tới thăm Vườn thú San Diego nhằm chụp hình cho bìa đĩa của album, vốn đã có tên Pet Sounds. George Jerman là nhiếp ảnh gia thực hiện những tấm hình này. Theo dòng phụ chú bìa album "Bức ảnh ghi hình The Beach Boys cho những chú dê ăn là để phục vụ album đã được đặt tên từ trước, Pet Sounds."
Nguồn gốc và ý nghĩa của cái tên Pet Sounds vẫn khá là bí ẩn. Brian Wilson nói rằng cái tên này là để "tri ân" tới Phil Spector vì hai cái tên có cùng những chữ viết tắt giống nhau. Carl Wilson sau này giải thích: "Ý tưởng của anh ấy là mỗi người đều sẽ được nghe thứ âm thanh mà mình yêu thích, vậy nên album sẽ là một tuyển tập những "pet sounds". Thực sự là rất khó để tìm ra một cái tên cho album này bởi vì chẳng ai muốn lại phải tiếp tục đặt tên kiểu Shut Down Vol. 3 nữa cả."
Mike Love cũng nói về tên của album này. "Chúng tôi cùng nhau đứng ở sảnh của một trong số những phòng thu, có lẽ là Western hoặc Columbia, và chúng tôi chưa có một cái tên cho album.", anh nhớ lại, "Chúng tôi có chụp vài hình ở vườn thú và... có vài tiếng động vật lẫn trong các bản thu, và rồi chúng tôi nghĩ, à đây là thứ âm nhạc mà chúng tôi thích, thế là tôi nói, "Sao chúng ta không đặt tên là Pet Sounds?""

## Phát hành
Tới giữa tháng 4, Pet Sounds về cơ bản đã được hoàn thành và bắt đầu được quảng bá bởi Capitol. "Caroline, No" được phát hành dưới dạng đĩa đơn với phần ghi Brian Wilson là tác giả duy nhất, điều này làm dấy lên tin đồn rằng anh đang có ý định hát riêng. Đĩa đơn này có được vị trí số 32 tại Mỹ.
"Sloop John B" có được thành công vang dội, giành được vị trí số 3 tại Mỹ và số 2 tại Anh. "Wouldn't It Be Nice" có được vị trí số 8 tại Mỹ, trong khi đó "God Only Knows" có được vị trí số 2 (đĩa đơn mặt A) tại Anh, và số 39 (đĩa đơn mặt B) tại Mỹ. Bản LP cũng có mặt trong top 10 tại Mỹ, song cũng từ đây không có thêm được thành công thương mại nào đáng kể. Tại Úc, album được phát hành trong ấn bản tuyển tập The Fabulous Beach Boys của hãng Music for Pleasure.
Thành công lớn nhất của album chính là vị trí số 2 tại Anh. Thành công này có được một phần nhờ sự trợ giúp tích cực từ ngành công nghiệp âm nhạc của nước này khi họ đã thể hiện sự đón nhận nồng nhiệt với album khá lâu dài. Chính Paul McCartney cũng thường xuyên nhắc tới ảnh hưởng của Pet Sounds tới The Beatles. Bruce Johnston từng nói rằng anh đã bay tới London vào tháng 5 năm 1966 để trình diễn album này trước John Lennon và Paul McCartney. Cho dù quản lý của The Stones là Andrew Oldham đã hỗ trợ Derek Taylor tiến hành quảng bá album qua báo giấy, nhìn chung việc quảng bá tới công chúng Anh vào năm 1966 qua báo chí là thất bại.
Tuy nhiên, khác với Beach Boys' Party!, Pet Sounds không có được thành công về mặt thương mại. Bản phát hành tại Mỹ chỉ có được vị trí số 10 và điều này gây thất vọng với Wilson. Một trong những lời chê trách được dồn cho Capitol Records khi hãng không tiến hành một chiến dịch thực sự rầm rộ và hiệu quả như những sản phẩm trước của ban nhạc. Cho tới tận giữa năm 1967, album mới được nhận chứng chỉ Vàng từ RIAA. Thậm chí mãi tới năm 2000, Pet Sounds mới được nhận chứng chỉ Bạch kim.

## Danh sách ca khúc
Tất cả các ca khúc được viết bởi Brian Wilson/Tony Asher, những sáng tác khác được chú thích bên.
| Mặt A | Mặt A                                        | Mặt A               | Mặt A      |
| STT   | Nhan đề                                      | Hát chính           | Thời lượng |
| ----- | -------------------------------------------- | ------------------- | ---------- |
| 1.    | "Wouldn't It Be Nice" (B. Wilson/Asher/Love) | B. Wilson và Love   | 2:25       |
| 2.    | "You Still Believe in Me"                    | B. Wilson           | 2:31       |
| 3.    | "That's Not Me"                              | Love cùng B. Wilson | 2:28       |
| 4.    | "Don't Talk (Put Your Head on My Shoulder)"  | B. Wilson           | 2:53       |
| 5.    | "I'm Waiting for the Day" (B. Wilson/Love)   | B. Wilson           | 3:05       |
| 6.    | "Let's Go Away for Awhile" (B. Wilson)       | Không lời           | 2:18       |
| 7.    | "Sloop John B" (B. Wilson)                   | B. Wilson và Love   | 2:58       |

| Mặt B | Mặt B                                              | Mặt B                          | Mặt B      |
| STT   | Nhan đề                                            | Hát chính                      | Thời lượng |
| ----- | -------------------------------------------------- | ------------------------------ | ---------- |
| 1.    | "God Only Knows"                                   | C. Wilson                      | 2:51       |
| 2.    | "I Know There's an Answer" (B. Wilson/Sachen/Love) | Love và Jardine cùng B. Wilson | 3:09       |
| 3.    | "Here Today"                                       | Love                           | 2:54       |
| 4.    | "I Just Wasn't Made for These Times"               | B. Wilson                      | 3:12       |
| 5.    | "Pet Sounds" (B. Wilson)                           | Không lời                      | 2:22       |
| 6.    | "Caroline, No"                                     | B. Wilson                      | 2:51       |

| Bonus track CD tái bản 1990 | Bonus track CD tái bản 1990                   | Bonus track CD tái bản 1990 | Bonus track CD tái bản 1990 |
| STT                         | Nhan đề                                       | Hát chính                   | Thời lượng                  |
| --------------------------- | --------------------------------------------- | --------------------------- | --------------------------- |
| 14.                         | "Unreleased Backgrounds" (B. Wilson)          | The Beach Boys              | 0:50                        |
| 15.                         | "Hang on to Your Ego" (B. Wilson/Sachen/Love) | B. Wilson                   | 3:18                        |
| 16.                         | "Trombone Dixie" (B. Wilson)                  | không lời                   | 2:53                        |

| Bonus track CD tái bản 2001 | Bonus track CD tái bản 2001                                                                               | Bonus track CD tái bản 2001 | Bonus track CD tái bản 2001 |
| STT                         | Nhan đề                                                                                                   | Hát chính                   | Thời lượng                  |
| --------------------------- | --- | --------------------------- | --------------------------- |
| 14.                         | "Hang on to Your Ego" (B. Wilson/Sachen/Love)                                                             | B. Wilson                   | 3:20                        |
| 27.                         | ""Wouldn't It Be Nice" (phần hát – ca khúc ẩn sau phần stereo của "Caroline, No")" (B. Wilson/Asher/Love) | The Beach Boys              | 3:34                        |

Chú thích
- Phần đóng góp của Al Jardine cho "Sloop John B" không được ghi.[44]

## Thành phần tham gia sản xuất
Hầu hết những cái tên có trong danh sách này đều được lấy từ việc nghiên cứu những bản hợp đồng, các nguồn internet và những cuốn sách viết về album này. Điều đó dẫn tới việc có thể những thông tin tại đây có thể không chính xác hoặc không chắc chắn. Hơn nữa, thông thường các bản hợp đồng cũng chỉ ghi số giờ cùng ca khúc buổi thu cộng tác chứ không chỉ rõ công việc cụ thể. Ngày tháng cụ thể của hợp đồng cũng có thể được thay đổi phụ thuộc vào việc có thể tập hợp đủ số nghệ sĩ yêu cầu hay không.
Theo Russ Waspensky, Laura Tunbridge và Brad Elliott, các thông tin khác được ghi chú thích.
The Beach Boys
- Al Jardine – hát chính, hát bè, hát nền, sắc xô.
- Bruce Johnston – hát bè, hát nền.
- Mike Love – hát chính, hát bè, hát nền.
- Brian Wilson – hát chính, hát bè, hát nền, sản xuất, hòa âm, chỉ duy dàn nhạc, organ, piano, tiếng chó sủa, tiếng còi tàu hỏa, hiệu ứng âm thanh.
- Carl Wilson – hát chính, hát bè, hát nền, guitar, guitar 12-dây.
- Dennis Wilson – hát bè, hát nền, trống.

Các nghệ sĩ khách mời
- Ralph Balantin – kỹ thuật viên âm thanh.
- Arnold Belnick – violin.
- Chuck Berghofer – bass.
- Hal Blaine – drums, định âm, bongos, timpani, temple blocks*[46]
- Bruce Botnick – kỹ thuật viên âm thanh
- Norman Botnick – viola.
- Chuck Britz – kỹ thuật viên âm thanh.
- Glen Campbell – guitar, guitar 12-dây.
- Frank Capp – định âm, chuông*, vibraphone, timpani.
- Al Casey – guitar.
- Ray Caton – trumpet
- Jerry Cole – guitar.
- Kyle Burkett – guitar.
- Andrew Maxson – bass.
- Gary Coleman – định âm, bongo.
- H. Bowen David – kỹ thuật viên âm thanh.
- Mike Deasy – guitar.
- Al De Lory – piano, harpsichord, organ, tack piano[47].
- Joseph DiFiore – viola.
- Justin DiTullio – cello.
- Steve Douglas – saxophone, clarinet, định âm, flute.
- Jesse Erlich – cello.
- Ritchie Frost – trống, định âm, tiếng va đập lon Coca-Cola[13].
- Carl Fortina – accordion.
- James Getzoff – violin.
- Jim Gordon – trống, định âm
- Bill Green – saxophone, flute, định âm.
- Leonard Hartman – kèn cor kiểu Anh, clarinet.
- Jim Horn – saxophone, flute.
- Paul Horn – saxophone.
- Harry Hyams – viola.
- Jules Jacob – flute.
- Plas Johnson – saxophone, định âm.
- Carol Kaye – bass điện tử.
- Barney Kessel – mandolin, guitar.
- Bobby Klein – saxophone.
- Larry Knechtel – hammond organ[48].
- William Kurasch – violin.
- Larry Levine – kỹ thuật viên âm thanh.
- Leonard Malarsky – violin.
- Frank Marocco – accordion.
- Gail Martin – trombone.
- Nick Martinis – trống
- Terry Melcher – sắc-xô*
- Mike Melvoin – harpsichord.
- Jay Migliori – saxophone, clarinet, flute.
- Tommy Morgan – harmonica.
- Jack Nimitz – saxophone.
- Bill Pitman – guitar.
- Ray Pohlman – mandolin, guitar điện, bass 6-dây.
- Don Randi – piano.
- Jerome Reisler – violin.
- Lyle Ritz – double bass, ukulele.
- Alan Robinson – kèn cor kiểu Pháp.
- Leon Russell – piano.
- Joseph Saxon – cello.
- Ralph Schaffer – violin.
- Sid Sharp – violin.
- Billy Strange – guitar, guitar điện 12-dây.
- Ron Swallow – sắc-xô.
- Ernie Tack – trombone.
- Paul Tanner – Electro-Theremin.
- Darrel Terwilliger – viola.
- Tommy Tedesco – guitar.
- Julius Wechter – định âm.
- Jerry Williams – định âm.
- Tibor Zelig – violin.

(*) không chắc chắn liệu nghệ sĩ hay nhạc cụ có tham gia thu âm album hay không

## Ảnh hưởng

### Đánh giá chuyên môn
| Đánh giá chuyên môn           | Đánh giá chuyên môn |
| Nguồn đánh giá                | Nguồn đánh giá      |
| Nguồn                         | Đánh giá            |
| ----------------------------- | ------------------- |
| Allmusic                      | [ 49 ]              |
| Blender                       | [ 50 ]              |
| Chicago Tribune               | [ 51 ]              |
| Entertainment Weekly          | A+                  |
| Q                             | [ 53 ]              |
| The Rolling Stone Album Guide | [ 54 ]              |
| Slant Magazine                | [ 55 ]              |
| Sputnikmusic                  | 5/5                 |

Pet Sounds được giới chuyên môn cũng như các nhạc sĩ đánh giá là một trong những album vĩ đại nhất, trong đó có tạp chí Mojo và cả Paul McCartney – người từng thừa nhận album này là cảm hứng để The Beatles thực hiện album huyền thoại Sgt. Pepper's Lonely Hearts Club Band (1967). Cho dù không phải là một sản phẩm bán chạy của ban nhạc, Pet Sounds vẫn ngày một cho thấy ảnh hưởng của nó tới đời sống âm nhạc. Theo nhà báo Stephen Davis, đây là album đầu tiên của lịch sử được xây dựng theo quan điểm về album chủ đề. Trong bài phỏng vấn với tờ Rolling Stone vào năm 1972, Davis coi đây "còn hơn" cả một album xuất sắc của Brian Wilson và gọi đây là "chuỗi những ca khúc tình yêu gói gọn trong những chủ đề tình cảm từ một cuốn tiểu thuyết đột phá đầy liên tưởng". Bill Holdship từ Yahoo! Music đánh giá đây là một sản phẩm kinh điển và "có lẽ là sản phẩm tự tôn đầu tiên của nhạc rock... một sự suy diễn tuyệt mỹ từ sự lãng mạn của thời đại tân tiến bởi người nghệ sĩ, người có lẽ tạo ra nó để không dành cho thời đại này." Trái lại, Robert Christgau cảm nhận về Pet Sounds là "một bản thu tốt, thậm chí một totem".
Carl Wilson sau này có nói: "Nó đơn giản còn hơn cả một bản thu, nó còn mang cả ý nghĩa tâm hồn. Nó không phải để xuất hiện và thành công tại các bảng xếp hạng. Nó có ý nghĩa hơn thế nhiều."

### Quan điểm từ các nhạc sĩ khác
~ Paul McCartney, nói về ấn tượng đầu tiên khi nghe Pet Sounds
Rất nhiều nghệ sĩ đã đều cho rằng Pet Sounds chính là một trong những điểm sáng nhất của lịch sử âm nhạc. Danh sách này bao gồm Tom Petty, Elton John, Elvis Costello, Pink Floyd, Cream, The Who và The Beatles. Paul McCartney thường xuyên bộc lộ niềm ngưỡng mộ với album này, cho rằng "God Only Knows" là ca khúc hay nhất mà ông từng nghe và trân trọng phong cách xây dựng giai điệu bass vô cùng đặc trưng của album. Simon Neil của nhóm Biffy Clyro thậm chí đã xăm câu hát "God only knows what I'd be without you" lên ngực để nói về người vợ Francesca khi đây là ca khúc mà 2 người nhảy với nhau lần đầu tiên. Ban nhạc tới từ Seattle, Fleet Foxes, đã từng thực hiện một album tri ân toàn bộ Pet Sounds. Trong bộ phim tài liệu năm 2005 The Devil and Daniel Johnston có cảnh ca sĩ Daniel Johnston sau khi nghe Pet Sounds đã quyết định tới cửa hàng mua toàn bộ đĩa nhạc của The Beach Boys. Bản thân anh sau đó đã thu âm lại ca khúc "God Only Knows".
Theo Thom Yorke, một phần của album OK Computer đã được Radiohead lấy cảm hứng từ Pet Sounds. Pet Sounds đã gây ảnh hưởng mạnh mẽ tới The Beatles không chỉ với Sgt. Pepper, mà ngay từ Revolver (1966). Các ca khúc của album cũng trở thành nhan đề cho rất nhiều album khác, có thể kể tới I Still Believe In You của Louise Philippe, Fantasma của Cornelius, Employment của nhóm Kaiser Chiefs, Pizzicatomania! của Pizzicato Five, Blue Suicide của Coma Cinema, Doopee Time của Yann Tomita.
Pet Sounds cũng là nội dung của vô vàn những album tri ân, có thể kể tới Do It Again: A Tribute To Pet Sounds, The String Quartet Tribute to the Beach Boys' Pet Sounds, và Mojo Presents: Pet Sounds Revisited. Rất nhiều ca khúc của album đã trở thành một phần của các album tri ân các Beach Boy và Brian Wilson như Making God Smile và Smiling Pets với phần trình bày được thực hiện bởi Sixpence None the Richer, Seagull Screaming Kiss Her Kiss Her và Thurston Moore. Những nghệ sĩ khác từng hát lại toàn bộ hay một phần album còn có They Might Be Giants, David Bowie, Black Francis, Peter Thomas, Sonic Youth, Rivers Cuomo, Patrick Wolf, Tim Burgess, Saint Etienne và The Flaming Lips.
Một trong những album tri ân nổi tiếng nhất có lẽ là Punk Sounds của nhóm The Huntingtons. Một album mash-up có tên Sgt. Petsound's Lonely Hearts Club Band đã thực hiện trộn lần lượt từng ca khúc của Pet Sounds với Sgt. Pepper của The Beatles. Album được phát hành dưới nghệ danh là "The Beachles".

### Vai trò với âm nhạc psychedelic
Brian Wilson trả lời về việc đề cập tới ma túy trong "Hang On to Your Ego": "À phải, tôi có từng dùng ma túy nhiều lần, và tôi có hiểu mấy cái cảm giác đó. Tôi nghĩ chúng tới khá tự nhiên thôi." Brian sau đó bắt đầu quan tâm hơn tới triết học phương Đông và trải nghiệm psychedelic, nhấn mạnh việc để mất cái tôi, hay để cái tôi chết chính là chìa khóa cho một cuộc sống tốt đẹp hơn: "Nghiên cứu về thuyết siêu hình là cốt yếu; nhưng cuốn sách [The Act of Creation] của Koestler rõ ràng là cuốn quan trọng nhất với tôi."
Trong những năm 60, Wilson từng nói về những ảnh hưởng của LSD tới quan điểm sống của anh: "Khoảng một năm trở lại đây tôi có những trải nghiệm vô cùng ý nghĩa. Tôi đã thử LSD, nguyên chất, rồi một lần khác thì ít hơn. Tôi liền ngộ ra được nhiều điều, như sự kiên nhẫn, sự đồng cảm. Tôi không thể chỉ bảo với bạn, hoặc nói rõ những gì tôi học được từ nó. Nhưng tôi cho rằng tôi đã có được rất nhiều trải nghiệm ý nghĩa."
2 giảng viên âm nhạc Paul Hegarty và Martin Halliwell từng viết: "Trong Pet Sounds, ca sĩ - nhạc sĩ Brian Wilson đã sử dụng sự pha trộn triết chung của nhạc cụ, tiếng vọng, cắt nốt lặng, và cả những kỹ thuật trộn âm tân tiến nhất học được từ Phil Spector để tạo nên thứ hòa âm vô cùng phức tạp với phần hát và phần nhạc hòa quyện chặt chẽ... Nếu như Sgt. Pepper khám phá những mối liên quan giữa quá khứ và thực tại, giữa cái siêu hình và thế giới vật chất, giữa ảo mộng và thực tế trong một sản phẩm dự báo sự mở rộng tạm thời và giàu tính tự sự của những ban nhạc progressive kể từ cuối những năm 60 đầu những năm 70 thì sự riêng tư của Pet Sounds đã tự biến nó thành một sự chối từ nhẹ nhàng với văn hóa psychedelic của San Francisco những năm 1966-67. Dù vậy, thứ cảm xúc phiêu lưu của Pet Sounds vẫn liên quan trực tiếp với những trải nghiệm LSD của Brian Wilson."

## Đón nhận của công chúng

### Tái bản
Năm 1990, Pet Sounds được tái bản dưới dạng CD với 3 bonus track "Unreleased Backgrounds", "Hang On to Your Ego" và "Trombone Dixie" vốn chưa từng được phát hành.
Năm 1997, box set The Pet Sounds Sessions được phát hành với bản LP mono gốc, ấn bản stereo đầu tiên cùng 3 CD thâu lại các bản thu nháp. Bản mix sau đó được phát hành vào năm 1999 dưới dạng đĩa than và CD. Bản CD này bao gồm ấn bản mono gốc với "Hang On to Your Ego" là bonus track, cùng với đó là đĩa chỉnh âm stereo.
Pet Sounds Live được thu trực tiếp từ buổi diễn của Brian Wilson vào năm 2002 khi anh đã chơi lại toàn bộ album trên sân khấu trình diễn.
Ngày 26 tháng 8 năm 2006, Capitol cho phát hành ấn bản kỷ niệm 40 năm phát hành Pet Sounds. Ấn bản tuyển tập này bao gồm CD mono mix với phần chỉnh âm mới, DVD với âm thanh stereo và surround, và bộ phim tài liệu nói về quá trình thực hiện album. Những ấn phẩm phổ thông được phát hành trong hình dạng một chiếc hộp nữ trang, trong khi ấn bản deluxe thì được đóng gói trong một chiếc hộp khá sờn màu lam. 2 đĩa vinyl được tráng màu vàng và lam, trong đó đĩa vàng là bản mono mix, còn đĩa lam và bản stereo.
Ngày 2 tháng 9 năm 2008, Capitol cũng cho tái phát hành bản LP gốc với phần bìa đĩa hoàn chỉnh, theo kèm là bản mono gốc và đĩa than 180 gram.

### Tôn vinh
Năm 1995, gần 30 năm sau khi album được phát hành, tạp chí Mojo đã tập hợp các nghệ sĩ và nhà chuyên môn để cùng nhau bình chọn Pet Sounds là "Album vĩ đại nhất lịch sử". Đây cũng là album quán quân trong danh sách "100 album vĩ đại nhất" của NME. Năm 1997, album được bầu chọn ở vị trí số 33 trong số các album vĩ đại nhất qua một chương trình hợp tác giữa HMV, Channel 4, The Guardian và Classic FM. Năm 2006, tạp chí Q xếp album ở vị trí số 12 trong danh sách các album vĩ đại nhất, trong khi các nhà báo của tạp chí Spex ở Đức bình chọn đây là album xuất sắc nhất thế kỷ 20. Trong cuộc bình chọn năm 2001, kênh VH1 xếp album ở vị trí số 3. Tờ The Times cũng xếp Pet Sounds là album vĩ đại nhất mọi thời đại.
Pet Sounds cũng có được vị trí số 2 trong danh sách "500 album vĩ đại nhất" của tạp chí Rolling Stone, chỉ đứng sau duy nhất album Sgt. Pepper's Lonely Hearts Club Band của The Beatles. Năm 2004, album trở thành một trong 50 bản thu được Thư viện Quốc hội Mỹ đưa vào danh sách lưu trữ thu âm quốc gia. Năm 2006, tới lượt tạp chí Time đưa album vào danh sách "100 album vĩ đại nhất". Album tạo cảm hứng cho vô vàn nghệ sĩ progressive rock khác, và sau này được tờ Classic Rock bình chọn vào danh sách "50 album xây dựng nên Prog Rock". Pet Sounds cũng giúp The Beach Boys trở thành trụ cột của nhạc rock tại California. Ban nhạc tiếp tục những ý tưởng sáng tạo, pha trộn giữa việc nhấn mạnh những giá trị và việc ghi dấu với tầng lớp trẻ tuổi của thời đại với việc liên tiếp thành công xuyên suốt 45 năm sau kể từ ngày phát hành Pet Sounds.
| Đơn vị              | Quốc gia | Danh hiệu                                                  | Năm  | Thứ tự |
| ------------------- | -------- | ---------------------------------------------------------- | ---- | ------ |
| The Times           | Anh      | 100 album vĩ đại nhất                                      | 1993 | 1      |
| New Musical Express | Anh      | Top 100 album theo bình chọn độc giả                       | 1993 | 1      |
| Mojo                | Anh      | 100 album vĩ đại nhất                                      | 1995 | 1      |
| The Guardian        | Anh      | 100 album xuất sắc nhất                                    | 1997 | 6      |
| Channel 4           | Anh      | 100 album vĩ đại nhất                                      | 1997 | 33     |
| Giải Grammy         | Mỹ       | Grammy Hall of Fame Award                                  | 1998 | *      |
| Virgin              | Anh      | Top 100 Albums                                             | 2000 | 18     |
| VH1                 | Anh      | Album vĩ đại nhất                                          | 2001 | 3      |
| BBC                 | Anh      | BBC 6 Music: Album vĩ đại nhất                             | 2002 | 11     |
| Rolling Stone       | Mỹ       | 500 album vĩ đại nhất                                      | 2003 | 2      |
| Jim DeRogatis       | Mỹ       | One Hundred and Ninety Eight Albums You Can't Live Without | 2003 | 2      |
| Robert Dimery       | Mỹ       | 1001 Albums You Must Hear Before You Die                   | 2006 | *      |
| Time                | Mỹ       | 100 album vĩ đại nhất                                      | 2006 | *      |
| Q                   | Anh      | 100 album vĩ đại nhất                                      | 2006 | 12     |
| The Observer        | Anh      | 50 album thay đổi lịch sử âm nhạc                          | 2006 | 10     |

(*) không có thứ tự cụ thể

## Trình diễn trực tiếp
Toàn bộ album đều đã từng được trình diễn trực tiếp bởi The Beach Boys và Brian Wilson. Brian Wilson từng trình diễn toàn bộ album trong tour diễn vào năm 2002 và cùng Al Jardine vào năm 2006. Năm 2013, Wilson cũng tiếp tục trình diễn album này trong tour cùng Jardine và tay guitar David Marks. Rất nhiều ca khúc của album cũng từng được trình diễn riêng lẻ bởi ban nhạc, có thể kể tới "Wouldn't It Be Nice", "Sloop John B" và "God Only Knows". Do việc vắng mặt dài hạn của Brian Wilson trong cái tour diễn, "Wouldn't It Be Nice" được rất nhiều ca sĩ đảm nhiệm hát chính, trong đó có Carl Wilson, Al Jardine và Jeff Foskett. Al Jardine, Bruce Johnston hoặc Carl Wilson cũng là những người hát phần của Brian Wilson trong các buổi trình diễn ca khúc "Sloop John B". "God Only Knows" vốn là ca khúc thương phẩm của Carl Wilson cho tới khi anh qua đời vào năm 1998, dẫn tới việc Bruce Johnston phụ trách việc hát chính ca khúc này sau đó trong các buổi trình diễn. Trong tour diễn kỷ niệm 50 năm thành lập ban nhạc, phần hát ca khúc này bởi Carl Wilson được phát qua băng ghi âm theo kèm một video tưởng nhớ tới anh. "I Just Wasn't Made For These Times" và "Pet Sounds" đều được The Beach Boys trình diễn trong tour diễn này. "Here Today" được dẫn bởi Mike Love với phần hát chính cùng Johnston.
"Caroline, No" và "You Still Believe in Me" đều được ban nhạc trình diễn nhiều lần trong suốt sự nghiệp của mình. "Caroline, No" được trình diễn suốt những năm 70, 80 và 90 với phần hát chính của Carl Wilson. "You Still Believe in Me" được trình diễn nhiều trong những năm 70, sau này được trình diễn nhiều hơn trong những năm 90 với phần hát chính bởi Al Jardine và Brian Wilson. "That's Not Me, Let's Go Away for Awhile" và "I Know There's an Answer" chỉ được trình diễn bởi Brian Wilson trong Pet Sounds tour của mình, ban nhạc chưa từng hát trực tiếp 2 ca khúc này. "Don't Talk (Put Your Head on My Shoulder)" và "I'm Waiting for the Day" đều được cả The Beach Boys lẫn Brian Wilson trình diễn trực tiếp trong suốt thập niên 70. Khi Brian rời nhóm, "Don't Talk (Put Your Head On My Shoulder)" được hát chính bởi Carl Wilson, còn "I'm Waiting for The Day" được hát chính bởi Billy Hinsche.
Nhạc sĩ Scott Mathews đã từng lập nên một dự án mang tên "Pet Sounds Live", vốn là một tour diễn vòng quanh thế giới mà anh thiết kế và chuẩn bị với đầy đủ đội hình The Beach Boys cùng Brian Wilson vào năm 1983. Tuy nhiên, chương trình không thể được thực hiện do một thành viên trong nhóm gặp những vấn đề về việc thay đổi kế hoạch cá nhân, và vì dự án đặc biệt này cần sự góp mặt của đầy đủ ban nhạc nhằm đảm bảo thành công thương mại toàn cầu. Khi rốt cuộc dự án bị đổ bể vào năm 1991, Matthews đã tự mình tiến hành dự án trình diễn của Pet Sounds mà anh cộng tác với người bạn thân, Carl Wilson. Brian cũng đã đi cùng tour diễn sau đó.

## Xếp hạng
Theo Allmusic.
Album
| Năm  | Bảng xếp hạng                     | Vị trí cao nhất |
| ---- | --------------------------------- | --------------- |
| 1966 | US Billboard Hot 200 Albums Chart | 10              |
| 1966 | UK Top 40 Album Chart             | 2               |
| 1972 | US Billboard Hot 200 Albums Chart | 50              |
| 1990 | US Billboard Hot 200 Albums Chart | 162             |
| 2001 | Top Internet Albums               | 24              |

Đĩa đơn
| Năm  | Đĩa đơn               | Bảng xếp hạng                      | Vị trí cao nhất |
| ---- | --------------------- | ---------------------------------- | --------------- |
| 1966 | "Caroline No"         | US Billboard Hot 100 Singles Chart | 32              |
| 1966 | "God Only Knows"      | US Billboard Hot 100 Singles Chart | 39              |
| 1966 | "Sloop John B"        | US Billboard Hot 100 Singles Chart | 3               |
| 1966 | "Wouldn't It Be Nice" | US Billboard Hot 100 Singles Chart | 8               |

Đĩa đơn tại Anh
| Năm  | Đĩa đơn          | Bảng xếp hạng          | Vị trí |
| ---- | ---------------- | ---------------------- | ------ |
| 1966 | "God Only Knows" | UK Top 40 Single Chart | 2      |
| 1966 | "Sloop John B"   | UK Top 40 Single Chart | 2      |